# Voetpuntskromme

Meetkundige constructie van de voetpuntskromme

In de meetkunde is de voetpuntskromme van een vlakke kromme {\displaystyle C} ten opzichte van een vast punt {\displaystyle P}, de meetkundige plaats van punten {\displaystyle X} waarvoor geldt dat het lijnstuk {\displaystyle PX} loodrecht is ten opzichte van een raaklijn {\displaystyle T} aan {\displaystyle C} die door {\displaystyle X} gaat.
Anders gezegd: Als {\displaystyle T} een raaklijn aan de kromme {\displaystyle C} is, dan is er een uniek punt {\displaystyle X} op {\displaystyle T} waarin {\displaystyle PX} loodrecht staat op {\displaystyle T}. Dat punt is een voetpunt en de kromme die bestaat uit alle voetpunten is de voetpuntskromme.
Wanneer een kromme {\displaystyle K} de voetpuntskromme is van een kromme {\displaystyle C}, dan is {\displaystyle C} de negatieve voetpuntskromme van {\displaystyle K}.

## Voorbeelden

Constructie van de voetpuntskromme van een hyperbool met het middelpunt als voetpunt geeft een lemniscaat.

Enkele voorbeelden van krommen met hun voetpuntskrommen:
- van een lijn, voor een willekeurig punt, bestaat uit een enkel voetpunt, namelijk het snijpunt van de loodlijn uit dat punt op de lijn.
- van een cirkel met als vast punt 
  - het middelpunt van de cirkel, is die cirkel zelf,
  - een punt in de cirkel maar niet het middelpunt, is een limaçon en
  - een punt op de cirkelomtrek is een cardioïde,
- van een ellips met als vast punt een brandpunt is een cirkel,
- van een hyperbool met als vast punt
  - een brandpunt is een cirkel,
  - het middelpunt is een lemniscaat van Bernoulli,
- van een parabool met als vast punt
  - het brandpunt is een lijn en
  - de top van de parabool is een cissoïde van Diocles.

## Websites
- MathWorld. Pedal Curve.